# Guillaume Bieganski
Guillaume Bieganski (3 de novembre de 1932 - 8 d'octubre de 2016) fou un futbolista francès d'origen polonès. Va formar part de l'equip francès a la Copa del Món de 1954.